# Nekrolog 1536
Nekrolog
◄◄
| ◄
| 1532
| 1533
| 1534
| 1535
| 1536 | 1537 | 1538 | 1539 | 1540 | ► | ►►
Weitere Ereignisse | Allgemeiner Nekrolog 1536
Die Beschreibung der verstorbenen Person sollte so kurz wie möglich gehalten sein und nur deren signifikante Tätigkeit(en) enthalten.
Neue Namen ggf. auch unter dem Geburts- und Sterbedatum, also etwa unter 1. Januar und im Geburts- und Sterbejahr (2024) eintragen (nur bei entsprechender großer Wichtigkeit). Für Beispiele siehe die schon vorhandenen Artikel.
Außerdem über die fünf zuletzt Verstorbenen, zu denen es einen ausreichend guten Artikel für eine Präsentation auf der Hauptseite gibt, nach der todesbedingten Überarbeitung der Artikel ggf. auch unter Wikipedia Diskussion:Hauptseite informieren und sie am besten auch in den anderen Wikipedia-Sprachversionen eintragen. Tipp: Regelmäßig bei news.google.de nach „ist tot“, „gestorben“ oder „verstorben“ suchen.
Wenn eine Person gestorben ist, gibt es viele Seiten zu dieser Person in der Wikipedia, die davon auch betroffen sind und entsprechend aktualisiert werden müssen. Beispiele: Namenübersichtsseite, Geburtsjahr, Geburtsort-Seiten und viele mehr.
Wie finde ich die betroffenen Seiten?
Im Suchfeld auf der linken Seite gibt man den Suchbegriff so ein: „Vorname Nachname“. Dann klickt man auf Volltext und alle Seiten mit entsprechendem Suchtext werden aufgerufen. Hier sieht man dann schnell, wo auch das Todesjahr Sinn macht oder sogar ein Teil des Artikels angepasst werden muss. Auch hilft das „Werkzeug“ auf der linken Seite sehr gut, um solche Seiten aufzufinden: „Links auf diese Seite“. Somit ist die Wikipedia wieder aktuell in allen Bereichen! Hinweis: bei Eintragung der Kategorie „Gestorben JAHR“ wird der Missbrauchsfilter 49 ausgelöst, was jedoch nicht schlimm ist. Siehe: Spezial:Missbrauchsfilter/49
Dies ist eine Liste von im Jahr 1536 verstorbenen bekannten Persönlichkeiten. Die Einträge erfolgen innerhalb der einzelnen Daten alphabetisch sortiert. Tiere sind im Nekrolog für Tiere zu finden.

## Januar
| Tag        | Name                 | Beruf, bekannt als                                                                        | Alter | Beleg |
| ---------- | -------------------- | ----------------------------------------------------------------------------------------- | ----- | ----- |
| 3. Januar  | Vincens Lunge        | dänischer und norwegischer Reichsrat                                                      |       |       |
| 6. Januar  | Baldassare Peruzzi   | italienischer Architekt und Maler                                                         | 54    |       |
| 7. Januar  | Katharina von Aragon | erste Frau Heinrichs VIII., Königin von England                                           | 50    |       |
| 22. Januar | Bernd Knipperdolling | Führer der Täufer und Bürgermeister von Münster                                           |       |       |
| 22. Januar | Bernd Krechting      | Täufer von Münster                                                                        |       |       |
| 22. Januar | Jan van Leiden       | Wanderprediger der Täufer und einer der Führer, später König des Täuferreichs von Münster | 26    |       |

## Februar
| Tag         | Name             | Beruf, bekannt als                            | Alter | Beleg |
| ----------- | ---------------- | --------------------------------------------- | ----- | ----- |
| 25. Februar | Berchtold Haller | Reformator der Stadt Bern                     |       |       |
| 25. Februar | Jakob Hutter     | Führer und Organisator des Tiroler Täufertums |       |       |

## März
| Tag      | Name                  | Beruf, bekannt als             | Alter | Beleg |
| -------- | --------------------- | ------------------------------ | ----- | ----- |
| 7. März  | Johannes Manardus     | italienischer Arzt             | 73    |       |
| 12. März | Ulrich von Dornum     | ostfriesischer Häuptling       |       |       |
| 15. März | Makbul Ibrahim Pascha | Großwesir im Osmanischen Reich |       |       |

## April
| Tag        | Name                        | Beruf, bekannt als                                           | Alter | Beleg |
| ---------- | --------------------------- | ------------------------------------------------------------ | ----- | ----- |
| 1. April   | Franz Grambek               | Kirchenjurist an der Römischen Kurie und Dompropst in Bremen |       |       |
| 4. April   | Friedrich II.               | Markgraf von Brandenburg-Ansbach und Brandenburg-Kulmbach    | 75    |       |
| 4. April   | Marin Sanudo                | italienischer Historiker, Politiker und Tagebuchschreiber    | 69    |       |
| 18. August | Apollo von Vilbel           | Benediktinerabt, Historiker und Chronist                     |       |       |
| 18. April  | August Sebastianus Nouzenus | deutsch-niederländischer Theologe                            | 32    |       |
| 27. April  | Johann Apel                 | deutscher Humanist und Jurist                                |       |       |
| 27. April  | Francisco de Mello          | portugiesischer Mathematiker und Humanist                    |       |       |

## Mai
| Tag     | Name                             | Beruf, bekannt als                                                                                        | Alter | Beleg |
| ------- | -------------------------------- | --- | ----- | ----- |
| 12. Mai | Detlev von Reventlow             | Bischof von Lübeck, Kanzler                                                                               |       |       |
| 17. Mai | George Boleyn, Viscount Rochford | englischer Diplomat und Bruder von Anne Boleyn                                                            |       |       |
| 17. Mai | Henry Norris                     | englischer Höfling und Kammerdiener Heinrichs VIII.                                                       |       |       |
| 17. Mai | Francis Weston                   | englischer Adeliger                                                                                       |       |       |
| 19. Mai | Anne Boleyn                      | zweite der sechs Ehefrauen König Heinrichs VIII. von England und Mutter der späteren Königin Elisabeth I. |       |       |
| 26. Mai | Francesco Berni                  | italienischer Dichter                                                                                     |       |       |
| 31. Mai | Karl I.                          | Herzog von Münsterberg und Herzog von Oels sowie Graf von Glatz. Landeshauptmann von Böhmen und Schlesien |       |       |

## Juni
| Tag      | Name           | Beruf, bekannt als                                             | Alter | Beleg |
| -------- | -------------- | -------------------------------------------------------------- | ----- | ----- |
| 26. Juni | Petrus Alamire | deutscher Notenkopist, Musikalienhändler, Sänger und Komponist |       |       |
| 29. Juni | Bernhard III.  | Markgraf von Baden-Baden                                       | 61    |       |
| Juni     | Marx Meyer     | deutscher Ankerschmied und Feldherr                            |       |       |

## Juli
| Tag      | Name                                            | Beruf, bekannt als                            | Alter | Beleg |
| -------- | ----------------------------------------------- | --------------------------------------------- | ----- | ----- |
| 2. Juli  | John Stewart, 2. Duke of Albany                 | schottischer Adliger und Regent in Schottland |       |       |
| 12. Juli | Erasmus von Rotterdam                           | niederländischer Humanist                     |       |       |
| 23. Juli | Henry Fitzroy, 1. Duke of Richmond and Somerset | englischer Sohn von Heinrich VIII.            |       |       |

## August
| Tag        | Name                              | Beruf, bekannt als                                                                | Alter | Beleg |
| ---------- | --------------------------------- | --------------------------------------------------------------------------------- | ----- | ----- |
| 1. August  | Giovanni Mauro                    | italienischer Hofbeamter und Dichter                                              |       |       |
| 10. August | Franz III.                        | französischer Thronfolger und Herzog von Bretagne                                 | 18    |       |
| 16. August | Bernd Beseke                      | deutscher Tuchhändler und Vogt auf der Insel Neuwerk                              |       |       |
| 20. August | Friedrich von Brandenburg-Ansbach | Dompropst im Würzburger Dom, Festungskommandant der Festung Marienberg (Würzburg) | 39    |       |
| 23. August | Georg Hauer                       | bayerischer Philologe und Theologe                                                |       |       |
| 24. August | Santi Pagnini                     | italienischer Bibelgelehrter                                                      | 65    |       |
| 31. August | Kaspar von Frundsberg             | deutscher Soldat und Landsknechtsführer                                           | 35    |       |

## September
| Tag           | Name                   | Beruf, bekannt als                          | Alter | Beleg |
| ------------- | ---------------------- | ------------------------------------------- | ----- | ----- |
| 6. September  | Caspar Lindemann       | deutscher Mediziner                         |       |       |
| 9. September  | Skipper Clement        | dänischer Freibeuter                        | 50    |       |
| 14. September | Ludwig Taschenmaker    | Lübecker Bürgermeister der Wullenwever-Zeit |       |       |
| 15. September | Antonio de Leyva       | spanischer Feldherr und Staatsmann          |       |       |
| 25. September | Johannes Secundus      | niederländischer Dichter                    | 24    |       |
| 26. September | Didier de Saint-Jaille | Großmeister des Malteserordens              |       |       |

## Oktober
| Tag         | Name                     | Beruf, bekannt als                                                                           | Alter | Beleg |
| ----------- | ------------------------ | -------------------------------------------------------------------------------------------- | ----- | ----- |
| 6. Oktober  | William Tyndale          | englischer Reformator und Bibelübersetzer                                                    |       |       |
| 14. Oktober | Johann Lutter von Kobern | kurfürstlicher Vogt und Raubritter                                                           |       |       |
| 14. Oktober | Garcilaso de la Vega     | spanischer Feldherr und Dichter                                                              |       |       |
| 15. Oktober | Germaine de Foix         | französische Prinzessin und die zweite Ehefrau König Ferdinands II. von Aragón               |       |       |
| 16. Oktober | Joachim von Pappenheim   | Erbauer der Burg Neu-Kalden bei Altusried                                                    |       |       |
| 26. Oktober | Christophorus Rauber     | Bischof von Laibach (1494–1536), Landeshauptmann von Krain, Statthalter von Niederösterreich |       |       |
| 30. Oktober | Hamman von Holzhausen    | Frankfurter Patrizier, Ratsherr und Bürgermeister                                            | 69    |       |

## November
| Tag          | Name                   | Beruf, bekannt als                               | Alter | Beleg |
| ------------ | ---------------------- | ------------------------------------------------ | ----- | ----- |
| 5. November  | Leonhard Peurl         | Bischof von Lavant                               |       |       |
| 22. November | Melchior von Sparneck  | Domherr von Regensburg, Besitzer der Burg Uprode |       |       |
| November     | Robert II. de La Marck | Gouverneur von Bouillon und Fürst von Sedan      |       |       |

## Dezember
| Tag          | Name                        | Beruf, bekannt als                                                              | Alter | Beleg |
| ------------ | --------------------------- | ------------------------------------------------------------------------------- | ----- | ----- |
| 1. Dezember  | Dietrich Spät               | deutscher Adeliger                                                              |       |       |
| 6. Dezember  | Pedro Fernández de Villegas | spanischer Kleriker, Übersetzer und Humanist                                    | 83    |       |
| 8. Dezember  | Diego Méndez                | spanischer Seefahrer, Begleiter von Christoph Kolumbus auf dessen Vierter Reise |       |       |
| 31. Dezember | Margaret Eriksdotter Wasa   | schwedische Adlige und Schwester König Gustavs I. von Schweden                  |       |       |

## Datum unbekannt
| Tag           | Name                      | Beruf, bekannt als                                                                                         | Alter | Beleg |
| ------------- | ------------------------- | --- | ----- | ----- |
|               | Hector Boece              | schottischer Historiker                                                                                    |       |       |
|               | Galeazzo Campi            | italienischer Maler                                                                                        |       |       |
|               | Antonello Gagini          | italienischer Bildhauer                                                                                    |       |       |
|               | Cecilia Gallerani         | Mätresse von Ludovico Sforza, Ehefrau von Graf Bergamini                                                   |       |       |
|               | Daniel Hopfer             | deutscher Waffenätzer, Radierer und Holzschneider                                                          |       |       |
|               | Jacques Lefèvre d’Étaples | französischer Reformhumanist, Bibelübersetzer und Exeget                                                   |       |       |
|               | Martin van Oedt           | Priester und Generalvikar in Köln                                                                          |       |       |
|               | Sebastian von Pappenheim  | Hofbeamter, sächsischer Rat, Inhaber des Seniorats des Reichserbmarschallamtes (ab 1529)                   |       |       |
| Mai oder Juni | Juan Pizarro              | spanischer Conquistador                                                                                    |       |       |
|               | Heinrich Radbrock         | zunächst katholischer, dann evangelischer Geistlicher und letzter Abt des Klosters Scharnebeck (1521–1529) |       |       |
|               | Narziß Renner             | Augsburger Buchmaler und vermutlich Zeichner für Holzschnitte                                              |       |       |
|               | Garcia de Resende         | portugiesischer Chronist und Dichter                                                                       |       |       |
|               | Georg Schöni              | Schweizer Magistrat                                                                                        |       |       |
|               | Georg Simler              | deutscher Pädagoge und Autor                                                                               |       |       |
|               | Simon V.                  | Graf und Edelherr zur Lippe                                                                                |       |       |
|               | Florian Ungler            | Buchdrucker und Herausgeber erster Bücher auf polnisch                                                     |       |       |
|               | Gil Vicente               | portugiesischer Dramatiker                                                                                 |       |       |
|               | Tommaso Vincidor          | italienischer Maler und Architekt                                                                          |       |       |
|               | Hans Weiditz              | deutscher Graphiker für Holzschnitte                                                                       |       |       |
|               | Jakob Widemann            | Figur der mährischen Täuferbewegung                                                                        |       |       |
|               | Pablo Xochiquentzin       | Gouverneur und cuauhtlato in Tenochtitlán                                                                  |       |       |